# 刘邕 (刘宋)
劉邕（?—?），南北朝時期南朝宋官員。袭爵南康郡公。
東晉劉穆之之孫，性嗜酒，且嗜食瘡痂，以為味似鰒魚（鲍鱼）。曾經去拜訪孟靈休，靈休患灸瘡，瘡痂落在床上，劉邕取食之。靈休大惊，劉邕說：“性之所嗜。”孟靈休把全身的瘡痂都抓下來給劉邕食用，弄得全身是血。後來刘邕又把南康國的官吏二百餘人，不問有罪無罪，遞互與鞭，留下瘡痂供給自己食用。